# Aphthona pseudocrypta
Aphthona pseudocrypta es un coleóptero de la familia Chrysomelidae. Fue descrita científicamente por primera vez en 1998 por Konstantinov.